# Johannes Hansen
Johannes Hansen (Malt, 1882. december 6. – Gentofte, 1959. október 20.) olimpiai ezüstérmes dán tornász.
Az 1912. évi nyári olimpiai játékokon indult tornában és a svéd rendszerű csapat összetettben ezüstérmes lett.
Klubcsapata a Skytterforeningernes Hold volt.